# Разъезд Генерала Омельченко
Разъе́зд Генера́ла Оме́льченко — железнодорожная станция на Лужском направлении Октябрьской железной дороги. Станция расположена в Лужском районе Ленинградской области между платформой Партизанская и станцией Луга I.
Несмотря на название «Разъезд», это не разъезд, а именно станция, с большим путевым развитием и грузовой работой.
В 2,5 км к северо-востоку расположена деревня Новые Крупели. В 3,5 км южнее находится город Луга.
Вблизи станции находится База (обеспечения учебного процесса) Военной академии материально-технического обеспечения имени генерала армии А. В. Хрулёва. Станция обслуживает объекты полигона. К западу от станции находится учебное железнодорожное кольцо Военного института (ЖДВ и ВОСО).
Рядом со станцией установлен тепловоз-памятник ТКГ2.
В 1971 году через станцию прошла электрификация однопутного участка Сиверская - Луга-I напряжением 3,3 кВ постоянного тока. В том же году были сооружены высокие пассажирские платформы, одна из которых является островной (в сторону Луги), а вторая - боковой (в сторону Санкт-Петербурга) между II главным и 4 боковым путями.
В 1986 году на участке от ст. Сиверская до ст. Луга-I в связи с увеличением пар электропоездов и пропускной способности был сооружен и электрифицирован напряжением 3,3 кВ постоянного тока второй главный путь и электрифицированы 4 и 6 боковые пути станции.
Ранее станция называлась "Лагерная", потом Разъезд 131 км. 16 мая 2001 года её назвали разъездом Генерала Омельченко — в честь генерал-лейтенанта Железнодорожных войск В. Г. Омельченко.